# تريلوفوصور
التريلوفوصور (الاسم العلمي: Trilophosaurus) (باليونانية "السحلية ذات الثلاثة نتوءات")، وهي جنس من أشباه السحالي الألوكوتوصوريا التابعة لالتريلوفوصوريات عرفت من فترة الثلاثي المتأخر في أمريكا الشمالية. كانت من العاشبات التي يصل طولها إلى 2.5 متر. كانت قصيرة، ذات جمجمة ثقيلة مركبة، مجهزة بأسنان عريضة بأسطح قص حادة لقطع أجزاء النبات الصلبة. الأسنان بعيدة عن قادمة الفك العلوي وأمام الفك السفلي، التي ربما في حياتها كانت مجهزة بمنقار قرني.